# Blanka Kutyłowska
Blanka Kutyłowska właściwie Blandyna Chruściel-Kutyłowska (ur. 19 czerwca 1928, zm. 29 listopada 2013) – polska aktorka teatralna, spikerka audycji radiowych i lektorka książek dla niewidomych.
Była związana z Teatrem Powszechnym i Teatrem Komedia, równocześnie studiując na Wydziale Prawa UW. Przez wiele lat pracowała jako spikerka i lektorka radiowa, początkowo w Radiu Polonia (przemianowane na Polskie Radio dla Zagranicy), a następnie Programie I Polskiego Radia. Brała udział przy realizacji między innymi takich audycji jak Teatr Polskiego Radia, „Warszawska Fala”, „Muzyka i Aktualności”, czy „Koncert Życzeń”.
Po zakończeniu pracy w radiu, udzielała się jako lektora książek dla niewidomych współpracując z Polskim Związkiem Niewidomych oraz audiobooków w tym między innymi: „Zaproszenie do życia” Ewy Woydyłło (Zakład Nagrań i Wydawnictw Związku Niewidomych; Warszawa; 1999), „Jane” Ilse Kleberger (Zakład Nagrań i Wydawnictw Związku Niewidomych; Warszawa; 1999) czy „Ojciec wszystkich poszukujących” Emilii Janiny Miszczoty (Zakład Nagrań i Wydawnictw Związku Niewidomych; Warszawa; 1999).
Pochowana na cmentarzu ewangelicko-augsburskim w Warszawie (aleja 59c, grób 58).